# Systempris
Systempris är det spotpris på el som beräknas av den nordiska elbörsen, Nord Pool, under förutsättningen att det finns oändlig överföringskapacitet mellan de nordiska elspotområdena. Systempriset utgör referenspris för finansiella kontrakt på Nord Pool.